# Jedlnia-Letnisko (gmina)
Pour les articles homonymes, voir Jedlnia-Letnisko.
Jedlnia-Letnisko est une gmina rurale (gmina wiejska) de la powiat de Radom, dans la Voïvodie de Mazovie, dans le centre-est de la Pologne.
Son siège administratif (chef-lieu) est le village de Jedlnia-Letnisko, qui se situe environ 13 kilomètres à l'est de Radom (siège de la Powiat) et 91 kilomètres au sud de Varsovie (capitale de la Pologne).
La gmina couvre une superficie de 65,57 km2 pour une population de 11 474 habitants en 2006.

## Histoire
De 1975 à 1998, la gmina est attachée administrativement à la voïvodie de Radom.

Depuis 1999, elle fait partie de la voïvodie de Mazovie.

## Géographie
La gmina inclut les villages et localités de:

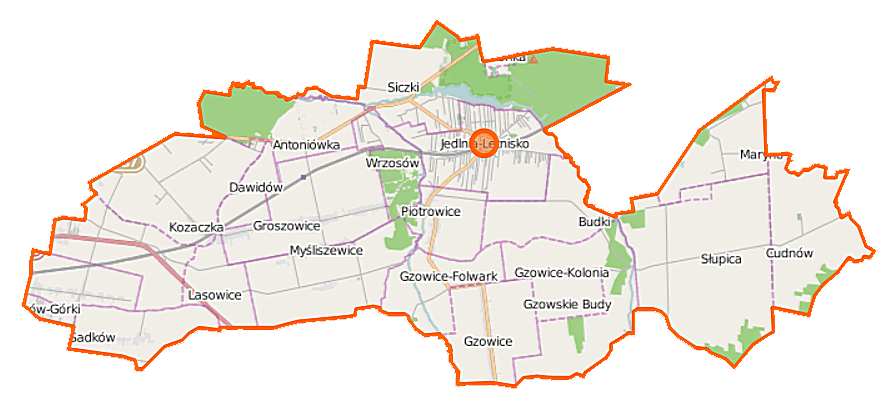
Plan de la gmina

- Aleksandrów
- Antoniówka
- Cudnów
- Dawidów
- Groszowice
- Gzowice
- Gzowice-Folwark
- Gzowice-Kolonia
- Jedlnia-Letnisko
- Lasowice
- Maryno
- Myśliszewice
- Natolin
- Piotrowice
- Rajec Poduchowny
- Rajec Szlachecki
- Sadków
- Sadków-Górki
- Siczki
- Słupica
- Wrzosów

### Gminy voisines
La gmina de Jedlnia-Letnisko est voisine :
- des villes suivantes
  - Pionki
  - Radom
- et des gminy suivantes :
  - Gózd
  - Jastrzębia
  - Pionki

## Structure du terrain
D'après les données de 2002, la superficie de la commune de Jedlnia-Letnisko est de 65,57 km2, répartis comme telle :
- terres agricoles : 78 %
- forêts : 13 %

La commune représente 4,29 % de la superficie du powiat.

## Démographie
Données du 30 juin 2004 :
| Description        | Total  | Total | Femmes | Femmes | Hommes | Hommes |
| ------------------ | ------ | ----- | ------ | ------ | ------ | ------ |
| Unité              | Nombre | %     | Nombre | %      | Nombre | %      |
| Population         | 11 222 | 100   | 5 602  | 49,9   | 5 620  | 50,1   |
| Densité (hab./km²) | 171,1  | 171,1 | 85,4   | 85,4   | 85,7   | 85,7   |

### Nombres d'habitants par village
au 30 juin 2014
1. Aleksandrów – 296 habitants
2. Antoniówka – 536 habitants
3. Cudnów – 360 habitants
4. Dawidów – 134 habitants
5. Groszowice – 1085 habitants
6. Gzowice – 385 habitants
7. Gzowice Folwark – 89 habitants
8. Gzowice Kolonia – 113 habitants
9. Jedlnia Letnisko – 3 960 habitants
10. Kolonka – 35 habitants
11. Lasowice – 354 habitants
12. Maryno – 188 habitants
13. Myśliszewice – 481 habitants
14. Natolin – 189 habitants
15. Piotrowice – 242 habitants
16. Rajec Poduchowny – 975 habitants
17. Rajec Szlachecki – 970 habitants
18. Sadków – 715 habitants
19. Sadków Górki – 215 habitants
20. Siczki – 331 habitants
21. Słupica – 470 habitants
22. Wrzosów – 276 habitants